# Maindsher Kyiv
Maindsher Kyiv (ucraino: "Майндшер" Київ) è un club professionistico di beach soccer con sede a Kiev, in Ucraina.